# 石川知裕
石川 知裕（いしかわ ともひろ、1973年〈昭和48年〉6月18日 - ）は、日本の政治家、元衆議院議員（3期）。妻は衆議院議員、元アナウンサーの石川香織。

## 略歴
北海道足寄郡足寄町出身。3人兄弟の末子。実父は2003年（平成15年）の足寄町長選挙で次点になった石川勲。
足寄町立西小学校・足寄町立足寄中学校・函館ラ・サール高校では野球部に所属し、小・中では元プロ野球選手の三井浩二と同級生でかつ同じチーム。早稲田大学商学部在学中から、政治サークル早大鵬志会に在籍。小沢一郎の私邸に書生として住み込み、卒業後は私設秘書を務める。
2005年の衆院選で、民主党公認で北海道11区より立候補。84,626票を集めるが、107,056票を得た中川昭一（自民党）に惜敗率79.0%で敗れる。しかし、民主党の衆議院議員荒井聰が2007年4月8日の北海道知事選出馬に伴い、3月16日に辞職したため、比例区次点であった石川は3月27日に総務省中央選管の承認を得て、繰上で初当選（一種の比例復活）を果たした。同選挙区では、民主党候補としては初の当選となり、日本社会党、新進党を含め野党第1党として社会党新村源雄以来21年ぶりの議席となる。
2009年（平成21年）、民主党の小沢一郎代表に対する西松建設事件で、小沢の公設第1秘書の大久保隆規が政治資金規正法違反で逮捕された際には、2009年3月12日に東京地検から事情聴取を受けた。
2009年8月30日に行われた第45回衆議院議員総選挙において、前回同様北海道11区から出馬し118,655票を獲得、中川昭一（89,818票）を破り再選した。
2010年1月15日、小沢一郎の資金管理団体「陸山会」の土地購入をめぐる事件（陸山会事件）において、当時事務担当者だった石川が政治資金収支報告書に4億円の収入を記載しなかったとして政治資金規正法違反容疑で東京地検特捜部に逮捕される。これを受け同期の民主党衆院当選2回の議員13人が石川の不当逮捕を訴え、民主党内に石川知裕代議士の逮捕を考える会が結成される。
2月に起訴され、民主党を離党。
2011年7月、破門覚悟で朝日新聞出版から『悪党―小沢一郎に仕えて』を上梓。
2011年12月28日、鈴木宗男が代表を務める大地・真民主党（当時）に入党。
2012年2月3日、BS11でアナウンサーだった阪中香織と結婚式を行う。12月16日に行われた第46回衆議院議員総選挙に新党大地の公認を受けて北海道11区から立候補した。北海道11区で地盤を持っていた中川昭一の妻・郁子の挑戦を受け、小選挙区では約1万6千票差で敗北した。しかし、新党大地から重複立候補していた比例北海道ブロックの惜敗率の結果により、復活当選し、3期目。
2013年5月16日、北海道帯広市で開かれた後援会の役員会で議員辞職の意向を示すとともに、陸山会事件で有罪判決を受けた件に関して最高裁判所への上告は取り下げないと表明した。5月17日に衆議院議長宛に辞職願を提出し、5月21日の本会議で辞職が許可された。石川の辞職に伴い、鈴木宗男の長女である鈴木貴子が繰り上げ当選することになる。これを受けて、鈴木宗男は「重大な決断で言葉もない。裁判での無罪を信じており、石川さんの再起に向けて今後も連携していきたい」と述べた。
2013年12月31日、鈴木宗男の同意を得て、新党大地を離党。
2014年（平成26年）3月5日に法政大学大学院政治学研究科政治学専攻修士課程に合格、4月から大学院生となる。指導教員は山口二郎。大学院での研究課題は「英国におけるブレア政権誕生までの労働党改革と日本の民主党との比較研究」。
2014年（平成26年）9月30日付で最高裁判所は石川の上記の上告を棄却し、禁錮2年・執行猶予3年の有罪が確定した。
2015年4月30日付で民主党に復党。
2016年3月、法政大学大学院政治学研究科政治学専攻修士課程修了。
2017年10月22日投票の第48回衆議院議員総選挙では前述有罪判決により公民権停止状態であり、知裕の予想より衆議院議員総選挙が早まったという事情を考慮して、妻の香織が立憲民主党公認で擁立され北海道11区から立候補し98,214票を得て、82,096票の前職中川郁子を降し当選した。
2019年2月6日、立憲民主党、国民民主党、連合北海道、北海道農民連盟の要請を受け、同4月7日の北海道知事選挙への立候補を表明した。日本共産党、社会民主党、市民団体「戦争させない市民の風・北海道」も支持を表明する野党統一候補となったが、前夕張市長の鈴木直道（自民党、公明党、新党大地推薦）に60万票余りの大差で敗れた。
2021年12月22日、来夏の第26回参議院議員通常選挙の北海道選挙区に現職の鉢呂吉雄が出馬しないことを表明したことを受け、石川は立候補に意欲を示した。2022年2月26日、立憲民主党道連は常任幹事会を開き、現職の徳永エリに続く2人目の候補として、石川を擁立することを決定した。道連代表の逢坂誠二は「2人が最も有利に戦うことができるよう、国民民主党や連合と形を整える必要がある」と述べ、石川を無所属として、立憲と国民の相互推薦候補とする可能性を示し、「最終的に党本部が判断するが、道連としては公認申請をする」と説明した。3月4日には、出馬表明し、「（立憲の）公認か推薦かは大切ではない」と語った。その後、国民が一本化せず、独自候補の擁立を決めたため、立憲は公認に切り替えた。また、石川はれいわ新選組から同選挙で唯一、推薦を受けた。7月10日の投開票の結果、3位当選の船橋利実に24,840票差で敗れ次点で落選した（徳永は2位で当選）。
7月下旬、衆議院議員時代の10年前から配信してきたメールマガジンで「どんなことにもへこたれないことを信条に頑張ってきた。しかし、さすがに今回は力尽きた」と述べ、休刊を宣言した。また、「政治を語る気力が湧いてこない」などと心境をつづり、政治活動の休止を示唆した。
2024年3月10日、自身に大腸がんのステージ4ｂと診断され肝臓とリンパにも移転していることを明らかにした。東京都内の病院に入院し手術を受ける。「しばらく政治活動は休止する」としている。
同年、10月27日施行予定の第50回衆議院議員総選挙に、立憲民主党比例北海道ブロック単独候補者として擁立されることとなった。投開票の結果、立憲民主党は比例北海道ブロックで3議席を獲得したが、いずれも重複立候補者（篠田奈保子、西川将人、川原田英世）が比例復活し、比例単独候補では最上位の12位だった石川は次点で落選した。

## 政策・主張

### 憲法
- 憲法改正について、2022年のNHKのアンケートで「反対」と回答[34]。

- 9条改憲について、2022年の毎日新聞社のアンケートで「反対」と回答[35]。9条への自衛隊の明記について、2022年のNHKのアンケートで「反対」と回答[34]。

- 憲法を改正し緊急事態条項を設けることについて、2022年のNHKのアンケートで「反対」と回答[34]。

### 外交・安全保障
- 敵基地攻撃能力を持つことについて、2022年のNHKのアンケートで「反対」と回答[34]。

- 普天間基地の辺野古移設について、2022年の毎日新聞社のアンケートで「反対」と回答[35]。

- ロシアは2022年2月24日、ウクライナへの全面的な軍事侵攻を開始した[36]。日本政府が行ったロシアに対する制裁措置についてどう考えるかとの問いに対し、2022年のNHKのアンケートで「さらに強めるべきだ」と回答[34]。同年の毎日新聞社のアンケートで「制裁をより強めるべきだ」と回答[35]。

- 2022年6月7日、政府は経済財政運営の指針「骨太方針」を閣議決定した。NATO加盟国が国防費の目標としている「GDP比2％以上」が例示され、防衛力を5年以内に抜本的に強化する方針が明記された[37]。「防衛費を今後どうしていくべきだと考えるか」との問いに対し、2022年のNHKのアンケートで「今の程度でよい」と回答[34]。

### ジェンダー
- 選択的夫婦別姓制度の導入について、2005年のアンケートで「賛成」と回答[38]。2022年の日本テレビのアンケートで「どちらとも言えない」と回答[39]。同年のNHK、毎日新聞社のアンケートで回答しなかった[34][35]。

- 同性婚を可能とする法改正について、2022年のNHK、毎日新聞社のアンケートで「賛成」と回答[34][35]。

- クオータ制の導入について、2022年のNHKのアンケートで「賛成」と回答[34]。

### その他
- 「原子力発電への依存度を今後どうするべきか」との問題提起に対し、2022年のNHKのアンケートで「ゼロにすべき」と回答[34]。

- 泊原子力発電所の再稼働について、2022年のNHKのアンケートで「反対」と回答[34]。

- 選挙のインターネット投票について、2022年の日本テレビのアンケートで「やや賛成」と回答[39]。

- 国会議員の被選挙権年齢の引き下げについて、2022年の毎日新聞社のアンケートで「賛成」と回答[35]。

## 人物
- 評論家の佐藤優とは共著を出版するなど交流が深い。

- 法政大学大学院在籍時代に、政治学者河野康子のゼミに参加していた。

## 政治資金

### 陸山会事件で逮捕、有罪判決
- 2010年1月15日、小沢一郎の資金管理団体「陸山会」の土地購入をめぐる事件（陸山会事件）において、当時事務担当者だった石川が政治資金収支報告書に4億円の収入を記載しなかったとして政治資金規正法違反容疑で東京地検特捜部に逮捕された[2]。訴状によれば石川は陸山会の会計事務担当だった2004年10月、東京都世田谷区の土地購入費用として小沢から借り入れた約4億円について、原資を公にできない金を隠蔽する目的で、同年分の政治資金収支報告書に記載せず、翌05年分に記載するなど故意に虚偽記入したとされており、最高裁第3小法廷において2014年9月30日付で禁錮2年・執行猶予3年の有罪判決が確定した[40]。

### 妻からの事務所賃料支払い
- 2022年11月26日、妻である石川香織衆議院議員が代表を務める立憲民主党北海道第11区総支部（十勝地域）で、2018年1月から2021年11月の間、夫である石川知裕が所有する事務所を借り、家賃として計141万円（月3万円）を支払っていたことが、政治資金収支報告書で分かったと報じられた。知裕は取材に対し、「身内への支払いは道義的に問題があると指摘されているだけで法的には問題ない」と主張。香織側も同様の説明をしていた。事務所の賃料については、自民党の寺田稔前総務相や秋葉賢也復興相の団体が親族に支出していたことを問題視されている中での発覚であった[41]。

## 選挙歴
| 当落 | 選挙                     | 執行日         | 年齢 | 選挙区             | 政党       | 得票数     | 得票率 | 定数 | 得票順位 /候補者数 | 政党内比例順位 /政党当選者数 |
| ---- | ------------------------ | -------------- | ---- | ------------------ | ---------- | ---------- | ------ | ---- | ------------------ | ---------------------------- |
| 繰当 | 第44回衆議院議員総選挙   | 2005年09月11日 | 32   | 北海道第11区       | 民主党     | 8万4626票  | 40.63% | 1    | 2/3                | 4/3                          |
| 当   | 第45回衆議院議員総選挙   | 2009年08月30日 | 36   | 北海道第11区       | 民主党     | 11万8655票 | 54.03% | 1    | 1/3                | /                            |
| 比当 | 第46回衆議院議員総選挙   | 2012年12月16日 | 39   | 北海道11区         | 新党大地   | 7万112票   | 41.23% | 1    | 2/3                | 1/1                          |
| 落   | 2019年北海道知事選挙     | 2019年4月7日   | 45   | ーー               | 無所属     | 96万3942票 | 37.29% | 1    | 2/2                | /                            |
| 落   | 第26回参議院議員通常選挙 | 2022年07月10日 | 49   | 北海道選挙区       | 立憲民主党 | 42万2392票 | 18.07% | 3    | 4/12               | /                            |
| 落   | 第50回衆議院議員総選挙   | 2024年10月27日 | 51   | 比例北海道ブロック | 立憲民主党 | ーー票     | ーー   | 8    | /                  | 4/3                          |